# Butivți, Volociîsk
Butivți (în ucraineană Бутівці) este un sat în comuna Ojîhivți din raionul Volociîsk, regiunea Hmelnîțkîi, Ucraina.

## Demografie
Componența lingvistică a localității Butivți
     Ucraineană (97,3%)
     Rusă (2,7%)
Conform recensământului din 2001, majoritatea populației localității Butivți era vorbitoare de ucraineană (97,3%), existând în minoritate și vorbitori de rusă (2,7%).